# René Leigue Cesari
René Leigue Cesari (Nuevo Horizonte, 24 marzo 1967) è un arcivescovo cattolico boliviano, dal 22 aprile 2022 arcivescovo metropolita di Santa Cruz de la Sierra.

## Biografia
René Leigue Cesari è nato il 24 marzo 1967 a Nuevo Horizonte. È figlio di Enrique Leigue Becerra e Candelaria Cesari García ed è il maggiore di nove fratelli. Ha sempre aiutato i genitori nei lavori domestici e nell'agricoltura, poiché era l'unica fonte di reddito che avevano. Viveva in una casa motacú con pareti di fango.

### Formazione e ministero sacerdotale
Dopo aver frequentato la scuola della sua comunità fino al termine del livello intermedio e, non essendoci altri corsi, dovette abbandonare per un po' gli studi, non avendo la possibilità di recarsi in città per finire il liceo. Durante il periodo in cui non frequentava la scuola, svolse diverse attività nella parrocchia di Okinawa Uno, instaurando un legame particolare con padre Miguel Gould, un sacerdote statunitense che vedeva in lui un grande potenziale. Di fronte alle tante insistenze di padre Miguel, decise di trasferirsi nella capitale Santa Cruz de la Sierra per iscriversi a una scuola serale dove avrebbe potuto finire i restanti quattro anni in soli due trimestri. Una volta terminato il liceo, entrò nel 1989 nel seminario Espíritu Santo della Diocesi di Coroico, conseguendo il baccalaureato in filosofia; successivamente ha sostenuto gli studi teologici presso il seminario maggiore nazionale San José di Cochabamba, conseguendo il baccalaureato presso l'istituto superiore di studi teologici; è stato ordinato sacerdote il 27 agosto 1999 dall'allora vescovo Julio Terrazas Sandoval, divenuto in seguito cardinale.
Ha infine completato gli studi a Roma presso l'Accademia alfonsiana, conseguendo nel 2004 la licenza in teologia morale.
Dal 2006 al 2012 è stato direttore degli studi del seminario maggiore arcidiocesano san Lorenzo di Santa Cruz de la Sierra.

### Ministero episcopale
Il 31 ottobre 2012 papa Benedetto XVI lo ha nominato vescovo ausiliare di Santa Cruz de la Sierra, assegnandogli la sede titolare di Nepi.
Ha ricevuto l'ordinazione episcopale nella cattedrale di san Lorenzo di Santa Cruz de la Sierra il 16 gennaio 2013 dalle mani del cardinale Julio Terrazas Sandoval, co-consacranti l'arcivescovo coadiutore di Santa Cruz de la Sierra Sergio Alfredo Gualberti Calandrina e il nunzio apostolico della Bolivia Giambattista Diquattro. 
Il 18 settembre 2017 ha compiuto la visita ad limina.
Ha partecipato all'Assemblea Speciale per la Regione Panamazzonica, svoltasi dal 6 al 27 ottobre 2019, dal tema: Amazzonia: nuovi cammini per la Chiesa e per un'ecologia.
Il 18 settembre 2020 ha ricevuto l'onorificenza di Hijo Ilustre de Santa Cruz.
Il 12 marzo 2021 è stato eletto presidente della rete ecclesiale dell'Amazzonia Boliviana, legata alla Rete Ecclesiale Pan-Amazzonica (REPAM).
Il 22 aprile 2022 papa Francesco lo ha promosso arcivescovo metropolita di Santa Cruz de la Sierra, succedendo a mons. Sergio Alfredo Gualberti Calandrina, dimessosi per raggiunti limiti d'età. Ha preso possesso dell'arcidiocesi il 23 giugno seguente.

## Genealogia episcopale
La genealogia episcopale è:
- Cardinale Scipione Rebiba
- Cardinale Giulio Antonio Santori
- Cardinale Girolamo Bernerio, O.P.
- Arcivescovo Galeazzo Sanvitale
- Cardinale Ludovico Ludovisi
- Cardinale Luigi Caetani
- Cardinale Ulderico Carpegna
- Cardinale Paluzzo Paluzzi Altieri degli Albertoni
- Papa Benedetto XIII
- Papa Benedetto XIV
- Cardinale Enrico Enriquez
- Arcivescovo Manuel Quintano Bonifaz
- Cardinale Buenaventura Córdoba Espinosa de la Cerda
- Cardinale Giuseppe Maria Doria Pamphilj
- Papa Pio VIII
- Papa Pio IX
- Cardinale Alessandro Franchi
- Cardinale Giovanni Simeoni
- Cardinale Antonio Agliardi
- Cardinale Basilio Pompilj
- Cardinale Adeodato Piazza, O.C.D.
- Cardinale José Clemente Maurer, C.SS.R.
- Cardinale Julio Terrazas Sandoval, C.SS.R.
- Arcivescovo René Leigue Cesari